# تپه کلاله
تپه کلاله مربوط به دوره اشکانیان است و در شهرستان میانه، بخش کندوان، دهستان تیرچائی، چسبیده به شمال روستای کلاته واقع شده و این اثر در تاریخ ۲۷ آبان ۱۳۸۶ با شمارهٔ ثبت ۲۰۱۹۳ به‌عنوان یکی از آثار ملی ایران به ثبت رسیده است.